# Hybozelodes platycerus
Hybozelodes platycerus là một loài ruồi trong họ Asilidae. Hybozelodes platycerus được Hermann miêu tả năm 1912. Loài này phân bố ở vùng Tân nhiệt đới.